# Соціальна дилема (фільм)
«Соціальна дилема» (англ. Social Dilemma) — документальний фільм з елементами ігрового кіно, що вийшов на стрімінгової платформі Netflix в 2020. У фільмі представлені інтерв'ю з багатьма колишніми співробітниками, керівниками та іншими професіоналами з провідних технологічних компаній та соціальних мереж, таких як Facebook, Google, Twitter, Instagram та Apple. Ці респонденти розповідають про свій безпосередній досвід роботи у технологічній галузі та навколо неї. Вони стверджують, що незважаючи на позитивні зміни у суспільстві, платформи соціальних мереж та великі технологічні компанії також викликали проблемні соціальні, політичні та культурні наслідки. Більшість опитаних респондентів залишили свої компанії через різноманітні етичні побоювання.
У фільмі також є ігрові сцени за участю акторів. У центрі сюжету — сучасна американська сім'я, де діти більшу частину часу проводять у соціальних мережах. Їх захоплення стає причиною комплексу досліджуваних у фільмі проблем, зокрема недорозуміння між членами сім'ї.
Прем'єра відбулася на кінофестивалі Санденс 26 січня 2020.

## Досліджувана проблематика
Більшість інтернет-ресурсів працюють на рекламній бізнес-моделі. Дані про поведінку користувачів надаються рекламодавцям, готовим платити компанії розміщення реклами всередині її сервісу. Такий план монетизації дозволяє користувачам безкоштовно та без обмежень користуватися сервісами, IT-компаніям — розширювати аудиторію та отримувати прибуток, а рекламодавцям — знаходити клієнтів за допомогою ефективних сучасних інструментів просування.
Точність прогнозу ефективності реклами безпосередньо залежить від обсягу даних, що збираються з користувачів, і це є головним критерієм конкуренції сучасних IT-компаній. Обсяг даних, у свою чергу, залежить від того, наскільки часто користувачі заходять на сайт або в мобільний додаток, як багато часу проводять і які активні дії роблять. Саме тому в умовах сучасного ринку IT-компанії змушені конкурувати за інтерес та увагу людей, удосконалюючи алгоритми збільшення залученості користувачів.
Методи збільшення залученості у своїй суті є комплексом психологічних маніпуляцій, побудованих на впровадженні несвідомих звичок через дизайн додатків, що спричиняє ризик інтернет-залежності серед користувачів. Творці фільму пов'язали стрибок кількості розладів особистості серед підлітків, який розпочався в період з 2011 по 2013 роки, з широким розповсюдженням електронних девайсів.
Також у фільмі були критиковані алгоритми індивідуального підбору контенту для кожного користувача, що на думку респондентів призвело до утворення інформаційних «бульбашок» та глобальної особистої та політичної поляризації в суспільстві.

## У ролях
- Скайлер Джізондо — Бен
- Кара Хейворд — Кассандра
- Софія Хаммонс — Айла
- Кріс Грунді — вітчим
- Барбара Герінг — мати
- Вінсент Картайзер — штучний інтелект